# Todesangst-Christi-Kapelle (Dachau)

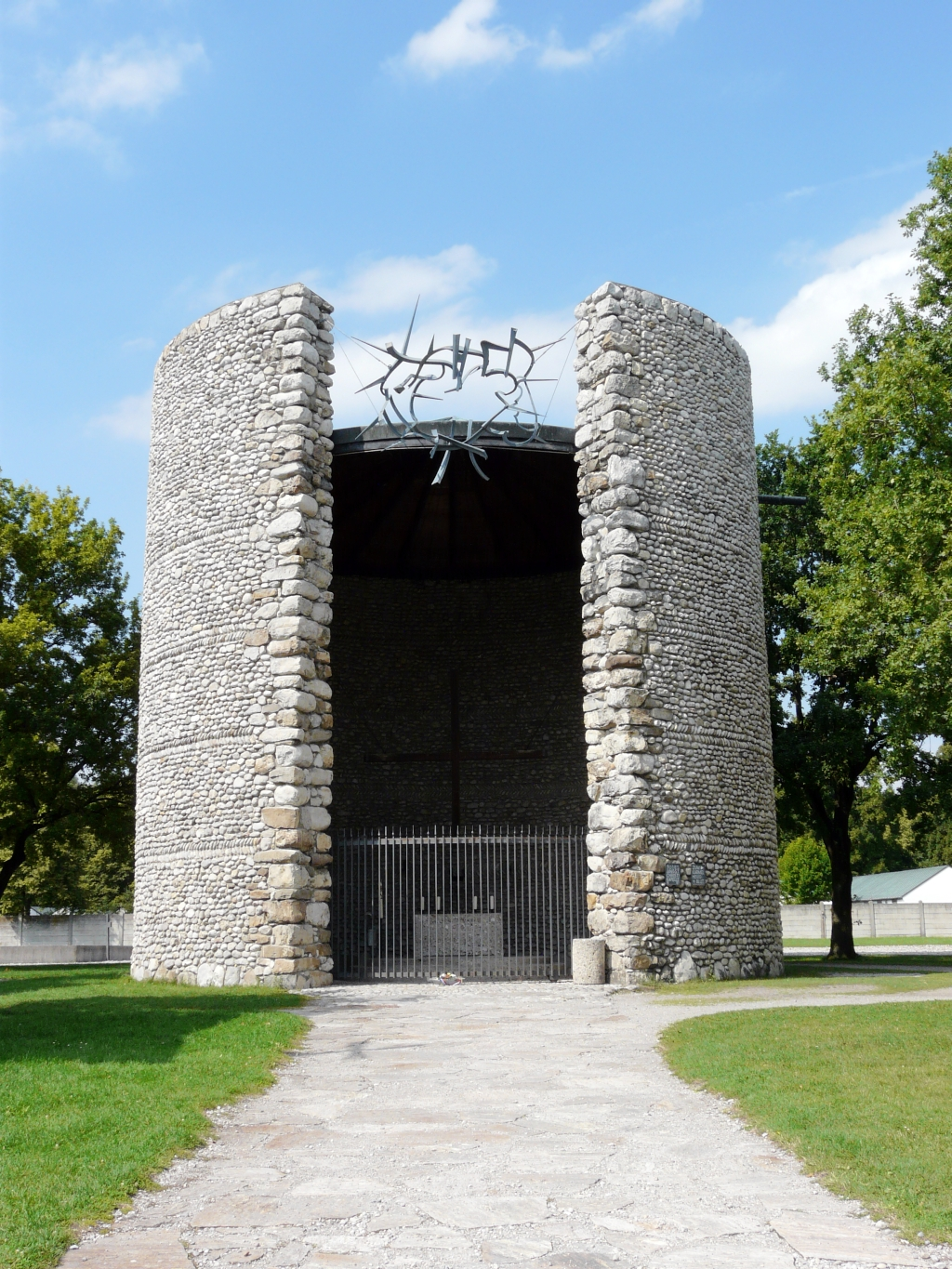
Die Todesangst-Christi-Kapelle

Die Todesangst-Christi-Kapelle ist eine römisch-katholische Kapelle in Dachau. Sie wurde nach Plänen des Münchner Architekturprofessors Josef Wiedemann auf dem Gelände des Konzentrationslagers Dachau errichtet und am 5. August 1960 eingeweiht.

## Geschichte
Der Bau der Andachtsstätte geht auf den Münchner Weihbischof Johannes Neuhäusler zurück. Neuhäusler, nach Verhaftung am 4. Februar 1941 selbst bis zur Befreiung des Lagers am 29. April 1945 Häftling in Dachau, hatte nach Ende des Krieges unermüdlich in der Öffentlichkeit für den Bau eines geistlichen Ortes der Erinnerung geworben.
Anlässlich des 37. Eucharistischen Weltkongresses, der im Sommer 1960 in München abgehalten wurde, fand am 5. August 1960 im Beisein von 50.000 Gläubigen die Weihe der Kapelle als erster geistlicher Gedenkstätte im ehemaligen Konzentrationslager statt. Ihren Namen bestimmte der Münchner Erzbischof Joseph Kardinal Wendel mit Hinweis auf die „Todesangst, unter der in diesem Lager Zehntausende von Insassen jahrelang Tag und Nacht gelitten hatten“.

## Beschreibung
Architekt Wiedemann schuf im Fluchtpunkt der Achse zwischen den Lagerbaracken einen monumentalen, turmartigen, nach vorne offenen Rundbau. Tragendes Element ist eine Stahlbetonwand, die innen und außen mit unbehauenen Kieselsteinen aus der Isar verkleidet wurde. Über dem Eingang befindet sich eine 550 Kilogramm schwere Dornenkrone aus Kupfer.
Westlich vor dem Eingang der Kapelle befindet sich ein frei stehendes Gerüst, in das eine 3000 Kilogramm schwere Glocke eingehängt wurde. Sie wurde am 22. Juli 1961 vom Abt von Schlierbach, Berthold Niedermoser OCist, geweiht und läutet jeden Nachmittag um 14:50 Uhr zum Gebet für die Opfer des Konzentrationslagers.
An der Stirnseite (außen) der Kapelle befindet sich ein Gedenkrelief aus Bronze mit einem Christusbildnis („Christus in der Rast“), das von dem Bildhauer Benedykt Tofil geschaffen wurde und von ehemals inhaftierten Geistlichen aus Polen gestiftet wurde. Die Tafel berichtet in polnischer, deutscher, französischer und englischer Sprache von den Leiden der polnischen Häftlinge in Dachau, die mit 40.000 die größte Gruppe der Gefangenen bildeten.
Im Beisein von Erzbischof (1961–1976) Julius Kardinal Döpfner hat der Dachau-Überlebende polnische Weihbischof (und spätere Erzbischof von Stettin-Cammin) Kazimierz Majdański diese Tafel am 20. August 1972 enthüllt, die auf seine Initiative hin dort angebracht worden war.